# MATERIAL BRAVE
《MATERIAL BRAVE》是戲畫於2012年3月23日發售的動作、角色扮演、戀愛冒險類型成人遊戲，2013年1月25日發售Fandisc《MATERIAL BRAVE Ignition》（マテリアルブレイブ イグニッション）。除了遊戲也還發售漫畫、小說、CD。

## 故事
神尾城島發現具有與生物融合特性的稀有元素礦石「Enigmatite」（エニグマタイト）後，開始出現與人融合後能使用特殊能力的新人種「Unleashed」（アンリーシュト）和動植物融合的新物種「Neo Plasm」（ネオプラズム）。鏑木遙歩遵從母親的遺言來到神尾城島並進入專門培養Unleashed的學園「Unleashed Nursery」（アンリーシュト・ナーセリー），在一次戰鬥中意外發現自己擁有罕見的另一個特殊能力「Engagement」（エンゲージ），然而不久與犯罪組織「Evorutsuion」（エヴォルツィオン）開始展開對抗。

## 角色

### 主要角色
鏑木遙歩
1年級學生。擁有近距離爆炸能力「大爆發」和強化女性能力的特殊能力「Engagement」。
王城叶（聲優：斎藤愛子）
1年級學生。擁有操作重力的特殊能力「重全重美」。
エーリカ・フォン・アウフシュナイター
1年級學生，沒落貴族的大小姐。擁有操作氣流和氣壓的特殊能力「Edelwind」。
上音真白（聲優：山本華）
1年級學生。擁有降低溫度產生冰的特殊能力「冰姫惡魔」（氷姫の悪魔）。
御堂金光（聲優：平山紗彌）
1年級學生。擁有制御金屬的特殊能力「輝鐵玉鋼」（輝鉄玉鋼）。
白藤・アンジェリーヌ・つぼみ
1年級學生，法國和日本的混血兒。擁有放電的特殊能力「Faux Eclair」。
倉木繪奈（聲優：北川友梨）
1年級學生，學生會的書記。自稱是遙歩的青梅竹馬。

### 其他角色
冰堂司（聲優：越田直樹）
3年級學生，學生會的會長。
鐘卷祥子（聲優：川島梨乃）
2年級學生，學生會的副會長。
上社生枝（聲優：鶴屋春人）
2年級學生，學生會的會計。
美甘萌
遙歩的班級老師。
河合鈴
遙歩的同學。
藤阪浩一郎（聲優：〆〆）
遙歩的同學。
天羽望（聲優：Lee）
神尾城島的管理員。
錦織志織（聲優：奥川久美子）
神尾城島研究所的女所長。
ヴォルフラム・フォン・リヒテンシュタイン
犯罪組織「Evorutsuion」的幹部。

## 主題曲
MATERIAL BRAVE
- 片頭曲「Unite + reactioN」[6]

作曲、編曲：菊田大介（Elements Garden），作詞、歌：KOTOKO
- 挿入曲「ひとつになれ」

作詞：ねこ兄，作曲、編曲：琉姫アルナ，歌：℃iel
- 片尾曲「Identity」

作詞：橋本鏡也，作曲、編曲：羽鳥風画，歌：片霧烈火
MATERIAL BRAVE Ignition
- 片頭曲「U」[7]

作曲、編曲：菊田大介（Elements Garden），作詞、歌：KOTOKO
- 片尾曲「Last Engaged.」

作曲、編曲：新井健史，作詞、歌：nao

## 相關商品

### 漫畫
漫畫《MATERIAL BRAVE》是由abua擔任作畫，於《Comic Earth Star》連載，單行本由EARTH STAR Entertainment發售共2冊。

### 小說
小說是由くしまちみなと擔任寫作，ジェット世渡り擔任插畫，由一二三書房於2013年1月5日發售共1冊（ISBN 9784891991340）。

### CD
戲畫於2012年3月23日發售。

戲畫於2013年5月31日發售。

## 外部連結
- 戲畫 （页面存档备份，存于）（日語）
- MATERIAL BRAVE官方網站 （页面存档备份，存于）（日語）
- MATERIAL BRAVE Ignition官方網站 （页面存档备份，存于）（日語）